# Atletisme als Jocs Olímpics d'Estiu de 1928 - llançament de disc femení
El llançament de disc femení va ser una de les proves del programa d'atletisme disputades durant els Jocs Olímpics d'Amsterdam de 1928. La prova es va disputar el 31 de juliol de 1928 i hi van prendre part 21 atletes de 12 nacions diferents. Fou la primera vegada que es disputà aquesta prova.

## Medallistes
| Or                     | Plata                  | Bronze              |
| Halina Konopacka (POL) | Lillian Copeland (USA) | Ruth Svedberg (SWE) |

## Rècords
Aquests eren els rècords del món i olímpic que hi havia abans de la celebració dels Jocs Olímpics de 1928.
| Rècord del Món | 39.18 m | Halina Konopacka | Varsòvia (POL) | 4 de setembre de 1927 |
| Rècord Olímpic |         |                  |                |                       |

En la final Halina Konopacka va establir un nou rècord del món amb 39,62 metres.

## Resultars
Les sis millors tiradores de la classificació passen a la final. Es desconeix l'ordre de llançament i els resultats parcials de cada sèries. La final es va disputar el mateix dia i començà a les dues del migdia.
| Pos. | Atleta             | Nació         | Qual. | Final               | Notes |
| ---- | ------------------ | ------------- | ----- | ------------------- | ----- |
| 1    | Halina Konopacka   | Polònia       | 39.17 | 39.62               | RM    |
| 2    | Lillian Copeland   | Estats Units  | 36.66 | 37.08               |       |
| 3    | Ruth Svedberg      | Suècia        | 34.68 | 35.92               |       |
| 4    | Milly Reuter       | Alemanya      | 34.75 | 35.86               |       |
| 5    | Grete Heublein     | Alemanya      | 35.56 | 35.56               |       |
| 6    | Liesl Perkaus      | Àustria       | 33.54 | 33.54               |       |
| 7    | Maybelle Reichardt | Estats Units  | 33.52 | No passa a la final |       |
| 8    | Genowefa Kobielska | Polònia       | 32.72 | No passa a la final |       |
| 9    | Charlotte Mäder    | Alemanya      | 32.22 | No passa a la final |       |
| 10   | Lucienne Velu      | França        | 31.29 | No passa a la final |       |
| 11   | Lena Michaëlis     | Països Baixos | 31.04 | No passa a la final |       |
| 12   | Paula Mollenhauer  | Alemanya      | 30.94 | No passa a la final |       |
| 13   | Piera Borsani      | Itàlia        | 30.67 | No passa a la final |       |
| 14   | Elfrīda Karlsone   | Letònia       | 30.60 | No passa a la final |       |
| 15   | Rena MacDonald     | Estats Units  | 30.25 | No passa a la final |       |
| 16   | Erzsébet Ruda      | Hongria       | 29.65 | No passa a la final |       |
| 17   | Bets Dekens        | Països Baixos | 29.36 | No passa a la final |       |
| 18   | Berta Jikeli       | Romania       | 28.19 | No passa a la final |       |
| 19   | Margaret Jenkins   | Estats Units  | 27.07 | No passa a la final |       |
| 20   | Lucie Petit-Diagre | Bèlgica       | 25.28 | No passa a la final |       |
| 21   | Jenny Toitgans     | Bèlgica       | 24.40 | No passa a la final |       |